# Carina Wasle
Carina Wasle (Kundl, 20 de octubre de 1984) es una deportista austríaca que compitió en triatlón y duatlón.
Ganó cuatro medallas en el Campeonato Mundial de Triatlón de Invierno entre los años 2007 y 2023, y cinco medallas en el Campeonato Europeo de Triatlón de Invierno entre los años 2006 y 2023. Además, obtuvo seis medallas en el Campeonato Europeo de Triatlón Campo a Través entre los años 2007 y 2017, y cuatro medallas en el Campeonato Europeo de Xterra Triatlón entre los años 2007 y 2018.
En duatlón campo a través logró una medalla de plata en el Campeonato Mundial de 2022.

## Palmarés internacional
| Campeonato Mundial | Campeonato Mundial            | Campeonato Mundial | Campeonato Mundial |
| Año                | Lugar                         | Medalla            | Prueba             |
| ------------------ | ----------------------------- | ------------------ | ------------------ |
| 2007               | Saint-Oyen (Italia)           | Medalla de plata   | Individual         |
| 2008               | Freudenstadt (Alemania)       | Medalla de bronce  | Individual         |
| 2009               | Gaishorn am See (Austria)     | Medalla de oro     | Individual         |
| 2023               | Skeikampen (Noruega)          | Medalla de bronce  | Individual         |
| Campeonato Europeo |                               |                    |                    |
| Año                | Lugar                         | Medalla            | Prueba             |
| 2006               | Schilpario (Italia)           | Medalla de plata   | Individual         |
| 2007               | Triesenberg (Liechtenstein)   | Medalla de bronce  | Individual         |
| 2008               | Gaishorn am See (Austria)     | Medalla de plata   | Individual         |
| 2009               | Látky (Eslovaquia)            | Medalla de plata   | Individual         |
| 2023               | San Julián de Loria (Andorra) | Medalla de plata   | Individual         |

| Campeonato Europeo | Campeonato Europeo      | Campeonato Europeo | Campeonato Europeo |
| Año                | Lugar                   | Medalla            | Prueba             |
| ------------------ | ----------------------- | ------------------ | ------------------ |
| 2007               | Ibiza (España)          | Medalla de oro     | Individual         |
| 2010               | Myjava (Eslovaquia)     | Medalla de oro     | Individual         |
| 2011               | Visegrád (Hungría)      | Medalla de bronce  | Individual         |
| 2012               | La Haya (Países Bajos)  | Medalla de plata   | Individual         |
| 2015               | Lago Schluch (Alemania) | Medalla de bronce  | Individual         |
| 2017               | Târgu Mureș (Rumania)   | Medalla de bronce  | Individual         |

| Campeonato Europeo | Campeonato Europeo      | Campeonato Europeo | Campeonato Europeo |
| Año                | Lugar                   | Medalla            | Prueba             |
| ------------------ | ----------------------- | ------------------ | ------------------ |
| 2007               | Orosei (Italia)         | Medalla de plata   | Individual         |
| 2008               | Orosei (Italia)         | Medalla de bronce  | Individual         |
| 2009               | Klopeiner See (Austria) | Medalla de plata   | Individual         |
| 2018               | Olbersdorf (Alemania)   | Medalla de bronce  | Individual         |

| Campeonato Mundial | Campeonato Mundial    | Campeonato Mundial | Campeonato Mundial |
| Año                | Lugar                 | Medalla            | Prueba             |
| ------------------ | --------------------- | ------------------ | ------------------ |
| 2022               | Târgu Mureș (Rumania) | Medalla de plata   | Individual         |